# مالك بن كيدر
مالك بن كيدر هو قائد عسكري صغدي، عباسي، ووالي مصر من 224 هـ إلى 226 هـ.

## سيرته
هو ابن كيدر نصر بن عبد الله وشقيق مظفر بن كيدر، شارك مالك تحت قيادة القائد أشناس التركي في معركة عمورية ضد الإمبراطورية البيزنطية عام 223 هـ، وكان مسؤولاً عن ملاحقة وإلقاء القبض على عدد من سكان أنقرة الذين فروا من هناك. وفي عام 224 هـ عينه أشيناس واليًا على مصر، عَلَى صلاتها، قدِمها يوم الإثنين 23 ربيع الأول سنة 224 هـ فجعل عَلَى شُرَطه ذاوَه، فولِيَها مالك إلى يوم الأحد 13 ربيع الآخر سنة 226 هـ، وقدِم يومئذٍ خليفةُ عليّ بْن يحيى الأَرْمَنيّ، فكانت مدته سنتين وأحد عشر يومًا، وقد أشاد ابن تغري بإدارته. وتوفي بالإسكندرية يوم الأحد 10 شعبان سنة 233 هـ /848م.